# 1939 en Palestine mandataire
Chronologie de la Palestine
- 1935
- 1936
- 1937
- 1938
- 1939
- 1940
- 1941
- 1942
- 1943

Cette page concerne les évènements survenus en 1939 en Palestine mandataire :

## Évènements
- Fin de la grande révolte arabe de 1936-1939 en Palestine mandataire
- 7 février - 17 mars : La Conférence de Londres (en) se tient au palais Saint James pour tenter de résoudre la question de l'avenir du mandat britannique sur la Palestine. La conférence s'achève sans qu'aucun progrès n'ait été réalisé.
- 27 février : 38 Arabes palestiniens sont tués et 44 blessés lors de l'explosion de plusieurs bombes posées par l'organisation sioniste Irgoun dans le pays au cours de la matinée[1].
- 2 mars : Première émission de la station de radio clandestine de l'Irgoun Kol Tsion HaLokhemet (en).
- 27 mars : Abd al-Rahim al-Hajj Muhammad (en), un dirigeant de la résistance palestinienne, tombe dans une embuscade et est tué par l'armée britannique.
- 17 mai : Après l'échec de la conférence de Londres et la poursuite de la révolte arabe, le gouvernement britannique publie le Livre blanc de 1939, qui abandonne l'idée d'un partage, restreint fortement l'immigration juive en Palestine et impose de sévères restrictions au droit des Juifs d'acheter des terres aux Arabes.

## Créations
- Fondation de kibboutzim et moshavim : Dafna, Dan, Sdé Eliahou, Shadmot Dvora (en), HaZor'im (en), Kfar Glikson (en), Afek, Hamadia, Kfar-Netter, Negba (en), Gesher (en), Amir, Beit Oren (en) et Kfar-Warburg.

## Sport
- Ligue de la Palestine (1938-1939) (en) (football)
- Coupe de la Palestine (1939) (en) (football)
- Saison 1938-1939 de football en Palestine mandataire (en)
- Saison 1939-1940 de football en Palestine mandataire (en)

## Naissances
- Gila Almagor, actrice.
- Siona Shimshi (en), peintre et sculptrice.
- Hakam Balawi (en), personnalité politique.

## Décès
- Yaakov Chaim Sofer (en), rabbin.
- Torkom Ier Koushagian, patriarche arménien de Jérusalem.